# Deuxième circonscription de Tokyo
La deuxième circonscription de Tokyo (東京都第2区, Tōkyō-to dai-ni-ku) est l'une des trente circonscriptions législatives que compte la préfecture métropolitaine de Tokyo.

## Description géographique
Entre 1994 et 2017, la deuxième circonscription de Tokyo regroupait les arrondissements spéciaux de Chūō, Bunkyō et Taitō.
Entre 2017 et 2022, elle comprenait les arrondissements de Chūō et Bunkyō et une partie des arrondissements de Minato et Taitō.
Depuis 2022, elle correspond aux arrondissements de Chūō et Taitō,.

## Députés
| Législature | Début de mandat | Fin de mandat | Député élu               | Parti politique | Parti politique |
| ----------- | --------------- | ------------- | ------------------------ | --------------- | --------------- |
| 41e         | 1996            | 1999          | Kunio Hatoyama           |                 | PDJ             |
| 41e         | 1999            | 2000          | Yoshikatsu Nakayama (ja) |                 | PDJ             |
| 42e         | 2000            | 2003          | Yoshikatsu Nakayama (ja) |                 | PDJ             |
| 43e         | 2003            | 2005          | Yoshikatsu Nakayama (ja) |                 | PDJ             |
| 44e         | 2005            | 2009          | Takashi Fukaya (ja)      |                 | PLD             |
| 45e         | 2009            | 2012          | Yoshikatsu Nakayama      |                 | PDJ             |
| 46e         | 2012            | 2014          | Kiyoto Tsuji (ja)        |                 | PLD             |
| 47e         | 2014            | 2017          | Kiyoto Tsuji (ja)        |                 | PLD             |
| 48e         | 2017            | 2021          | Kiyoto Tsuji (ja)        |                 | PLD             |
| 49e         | 2021            | 2024          | Kiyoto Tsuji (ja)        |                 | PLD             |
| 50e         | 2024            | -             | Kiyoto Tsuji (ja)        |                 | PLD             |